# Johann Christoph von Bartenstein
Johann Christoph von Bartenstein báró, (magyarosan: Bartenstein János Kristóf) (Strassburg, 1689. október 23. – Bécs,  1767. augusztus 6.) osztrák miniszterelnök

## Életpályája
Szülővárosában atyja gimnáziumi igazgató volt. Miután jogi és történelmi tanulmányait befejezte, művet írt Móric szász választófejedelem elpártolásáról. Azután beutazta Franciaországot, 1715-ben áttért a katolikus vallásra és osztrák szolgálatba lépett. 1726-ban az udvari kancellária tanácsosa, 1727-ben pedig a titkos államtanács jegyzője lett. Tehetségével, munkaerejével, a császári házhoz való ragaszkodásával nagy befolyásra tett szert VI. Károlynál és utóbb Mária Teréziánál, aki mint kitért protestánst is megkedvelte. Ő lett idővel a külügy vezetője és ő utasította vissza (1740) II. Frigyes porosz király ajánlatait aminek következménye aztán az első sziléziai háború lett. Az angol kormány iránt is ellenszenvvel viseltetett. Később, miután politikája nem vezetett eredményre, 1753-ban elbocsátották, helyét Kaunitz államminiszter vette át. Bartenstein a directorium in publicis et cameralibus helyettes kancellárja, majd az illíriai udvari bizottság elnöke.

## Írásai
- Feljegyzései fontos történeti anyagot szolgáltatnak a dél-magyarországi szerbek történetéhez;
- 1802. e feljegyzések: Kurzer Bericht von der Beschaffenheit der zerstreuten illyrischen Nation c. alatt Lipcsében jelentek meg.
- Ezenkívül József trónörökös nevelésével is foglalkozott és számára egy nagy műben megírta Ausztria történetét.
- Megírta továbbá ama fontosabb világtörténeti eseményeket is, amelyekben neki magának is része volt.